# Bettlerjoch

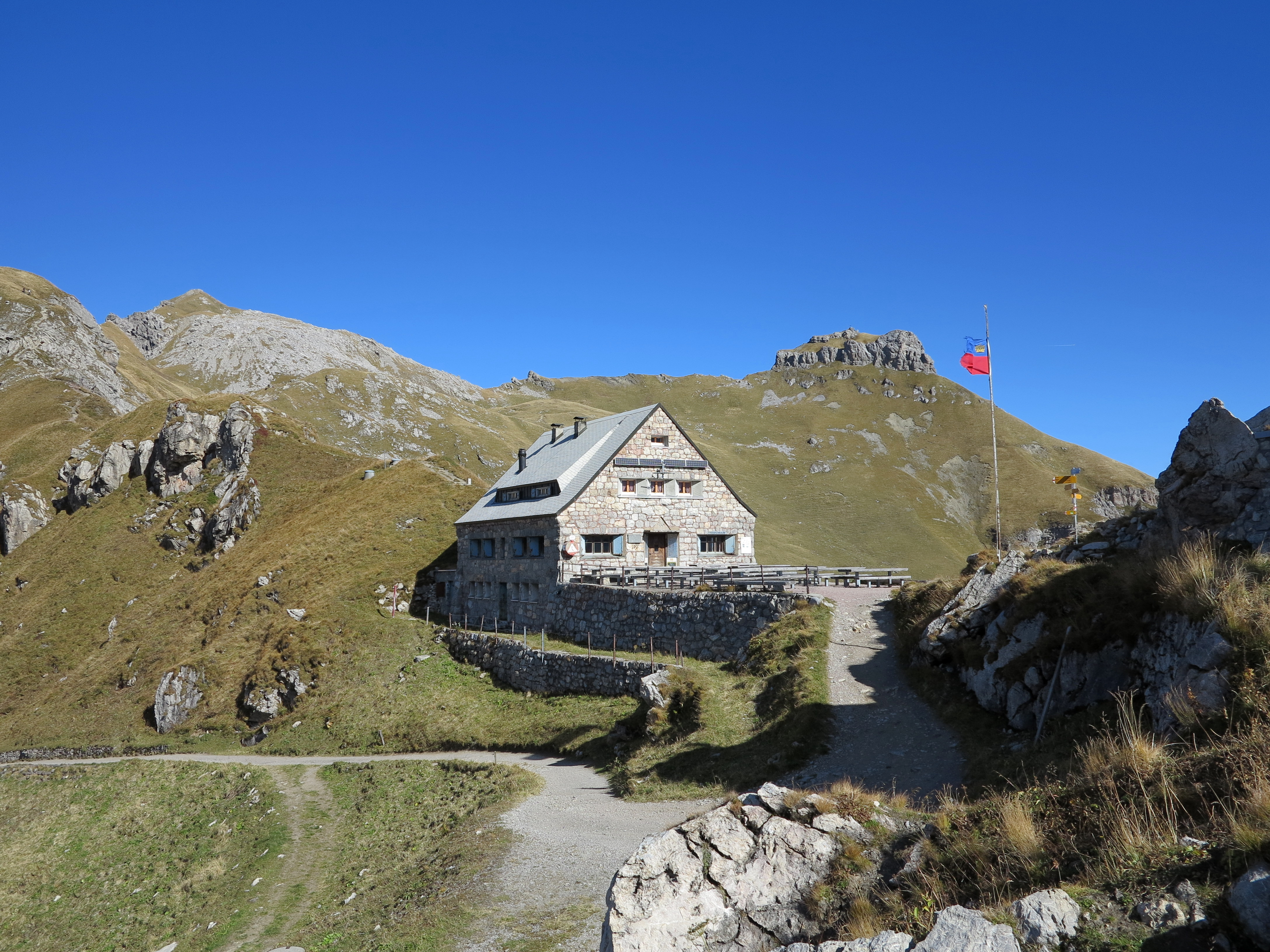
Pfälzerhütte

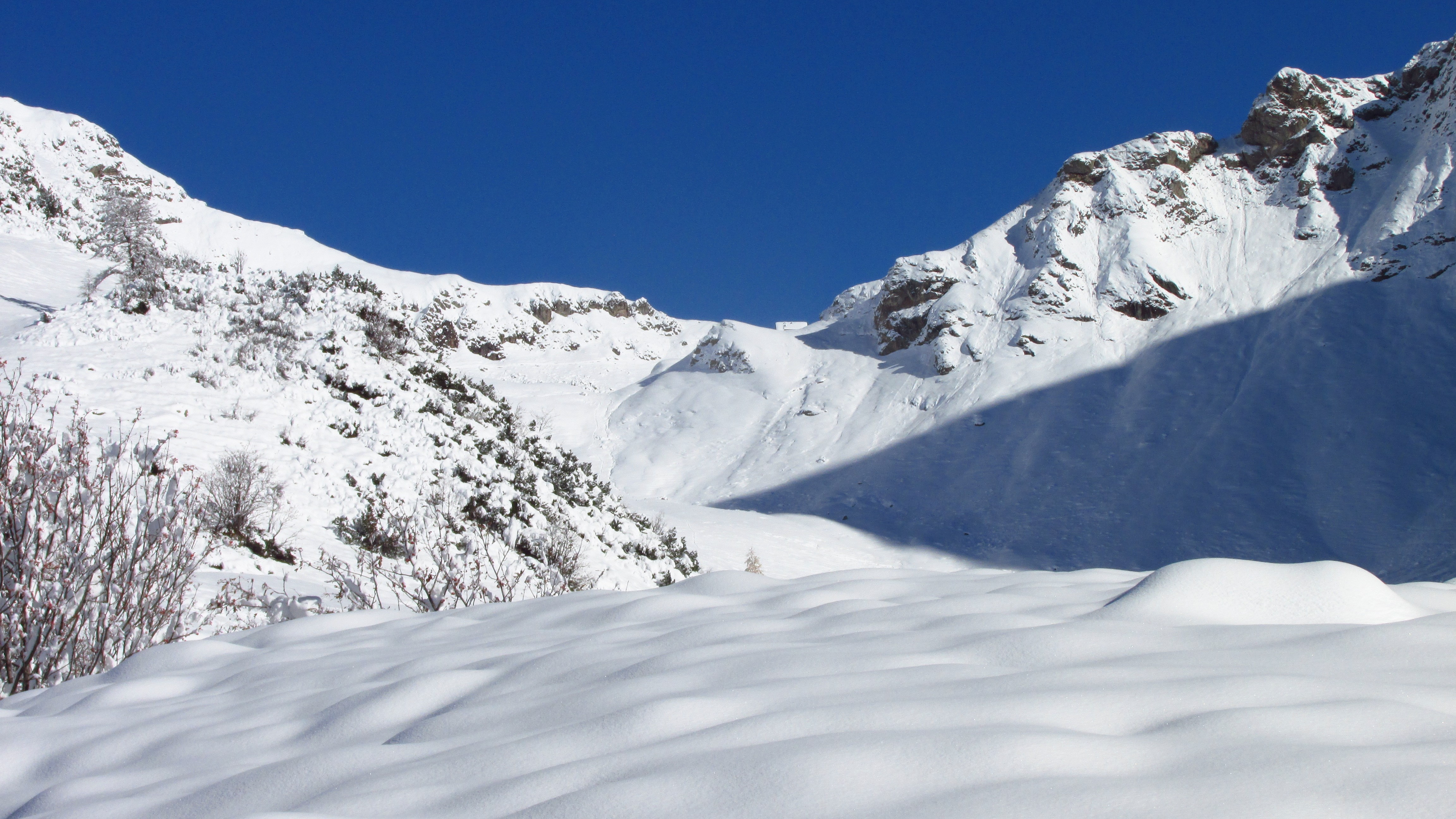
Bettlerjoch von Westen im Winter

Das Bettlerjoch ist ein 2108 m hoher Gebirgspass an der Grenze von Liechtenstein und Österreich.

## Lage

### Politische Lage
Politisch liegt die Westseite des Bettlerjochs in Liechtenstein, Kreis Oberland, Gemeinde Schaan, die Ostseite in Österreich, Bundesland Vorarlberg, Marktgemeinde Nenzing. Die Talorte sind in Liechtenstein die Ortschaft Malbun, in Österreich die Ferienhaus- und Alpsiedlung Nenzinger Himmel. Das Bettlerjoch liegt genau auf der Grenze.

### Talschaften und Gewässer
Das Bettlerjoch verbindet das hinterste Saminatal in Liechtenstein und das hinterste Gamperdonatal in Österreich. Der hinterste Abschnitt des Saminatals heißt Naaftal, das in der Südostecke von Liechtenstein bis zum Bettlerjoch und zum Naafkopf reicht. Die Ostseite ist das Alpgebiet Vermales auf einer Anhöhe links oberhalb der jungen Meng. Das Joch ist die Wasserscheide zwischen Samina und Meng, beide Bäche führen nach Norden und münden in die Ill in Vorarlberg.

### Gebirge
Der Pass liegt im Rätikon und trennt die Untergruppen Galinagruppe im Norden von der Naafkopf-Falknis-Gruppe im Süden. Nach Norden führt ein Grat zum Augstenberg, dem höchsten Berg der Galinagruppe, nach Süden führt der Aufstieg zum Naafkopf.

## Pfälzerhütte
Direkt am Pass liegt die Pfälzerhütte mit einem Winterraum.

## Naturschutz
Die österreichische Seite gehört zum Pflanzenschutzgebiet Nenzinger Himmel, zur Weißzone Nenzinger Himmel und zum Großraumbiotop Nenzinger Himmel.

## Zustieg
Zum Bettlerjoch gibt es mehrere Zustiegsmöglichkeiten:
- vom Nenzinger Himmel über die Güfelalpe
- von der Bergstation auf der Sareiser Höhe über den Fürstin-Gina-Weg zum Augstenberg (2359 m) und hinunter zur Pfälzerhütte
- von Malbun (1600 m) durchs Vaduzer Täli auf die Tälihöhe (2056 m), hinunter zur Alpe Gritsch (1940 m) und weiter zur Pfälzerhütte
- von Steg (1300 m) durchs Valünatal zur Alpe Valüna und weiter zur Alpe Gritsch und zum Bettlerjoch. Dies ist auch eine ausgeschriebene Mountainbike-Strecke.[4]
- von Steg durchs Valünatal bis zum Valüna Obersäss, dann die Abzweigung übers Naaftal zur Pfälzerhütte
- von der Schesaplanahütte über das Barthümeljoch und weiter über den Liechtensteiner Höhenweg.

Das Bettlerjoch ist der Ausgangspunkt für die Besteigung des Naafkopfs.